# Rudolph Tesiny
Rudolph Tesiny  (pisany również Tesing, ur. 4 lutego 1881 w Nowym Jorku, zm. 29 kwietnia 1926 tamże) – amerykański zapaśnik walczący w stylu wolnym. Srebrny medalista olimpijski z St. Louis 1904 w wadze lekkiej.
Mistrz Amateur Athletic Union w 1905 roku.

## Letnie Igrzyska Olimpijskie 1904
| Konkurencja         | Rundy eliminacyjne     | Rundy eliminacyjne       | Rundy eliminacyjne | Klas. końcowa |
| Konkurencja         | Ćwierćfinał            | Półfinał                 | Finał              | Miejsce       |
| ------------------- | ---------------------- | ------------------------ | ------------------ | ------------- |
| 65,27 kg styl wolny | Rudolph Wolken (GER) Z | William Hennessy (USA) Z | Otto Roehm (USA) P | 2.            |